# 源迁站
源迁站，位于中华人民共和国山东省淄博市博山区源泉镇西高村，是辛泰铁路上的火车站，建于1974年，由济南局集团管辖。

## 歷史
- 建于1974年。

## 邻近车站
| 上一站 | 辛泰铁路 | 下一站   |
| ------ | -------- | -------- |
| 口头站 | 源迁站   | 邀兔崖站 |

## 車站周邊
- 农业发展银行希望小学
- 淄河

## 外部連結
- 中国铁路客户服务中心 （页面存档备份，存于）